# Blue Protocol
Blue Protocol ist ein MMORPG für den PC, das von Bandai Namco entwickelt wurde. Amazon Games ist Publisher.

## Überblick
2014 gründete Satoshi Shimooka das Projekt unmittelbar nach seinem Eintritt bei Bandai Namco Online. Damals war es populär, Entwicklungs-Codenamen mit Farben zu benennen, und als er an den RPG-Einstellungen arbeitete, hatte er die Vorstellung, die Dunkelheit zu vertreiben und einen blauen Himmel zu sehen. Daher begann das „PROJECT SKY BLUE“.
Der Slogan lautet: „Grafik auf dem Niveau eines steuerbaren Theater-Animes“. Das grundlegende Entwicklungskonzept ist „Eine Welt, die mit beeindruckender Grafik aus einem Theater-Anime gewebt ist, in die man eintauchen kann, kombiniert mit den Eigenschaften eines Online-Mehrspieler-Action-Spiels“.
Die Grafik des Spiels ist durch den Einsatz von Cel Shading animeähnlich. Es wurde von Anfang an für den globalen Markt entwickelt, wobei die Grafik deutlich machen soll, dass es ein japanisches Spiel ist. Der Art Director ist Daigo Okumura, der für das Design in der Tales-of-Serie verantwortlich ist.
Die Welt des Spiels ist eine Fantasy-Welt, die sich um „Schwerter, Magie und vergangene Hochkulturen“ dreht. Die Grundidee ist: „Wie wäre es, wenn Menschen im 16. Jahrhundert, die Rüstungen trugen, plötzlich fortschrittliche Technologien erlangten und Raumanzüge herstellten?“ Dies führt zu einem einzigartigen Stil, der Elemente kombiniert, die normalerweise nicht koexistieren würden.
Am 29. September 2021 gab Bandai Namco Online bekannt, dass sie mit Cayenne Entertainment Technology, einem taiwanesischen Unternehmen, das sich mit dem Betrieb und der Entwicklung von Online-Spielen beschäftigt, einen Vertrag über den Service von Blue Protocol für Taiwan, Hongkong und Macau abgeschlossen hätten.
Am 9. Dezember 2022 wurde bei den Game Awards 2022 bekannt gegeben, dass der Service auch außerhalb Asiens gestartet werde. Amazon Games übernahm das Publishing in Nordamerika, Europa, Südamerika, Australien und Neuseeland.
Am 20. Juni 2023 wurde bekannt gegeben, dass die Gesamtzahl der Spieler 600.000 und die maximale gleichzeitige Spielerzahl 200.000 überschritten habe, was der schnellste Rekord für einen PC-Service von Bandai Namco ist. Am 24. Januar 2024 wurde bekannt gegeben, dass die Anzahl der Konten seit dem Start des nationalen Dienstes 1 Million überschritten habe.
Am 13. Dezember 2023 wurde der Service für PlayStation 5 und Xbox Series X/S gestartet. Es unterstützt Crossplay und Cross-Save mit der PC-Version, und alle zukünftigen Updates werden gleichzeitig für alle Plattformen veröffentlicht. Allerdings wird die Rose Orb nur plattformübergreifend gespeichert und bleibt auf jeder Plattform einzeln.

## Entwicklung
Die ersten drei Jahre nach dem Start von PROJECT SKY BLUE wurden mit der Entwicklung eines Prototyps für dieses Spiel verbracht, der intern hoch gelobt wurde, bevor das volle Entwicklungsteam zusammengestellt wurde. Laut Shimooka begann das Projekt, nachdem er von den von Art Director Okumura präsentierten Visuals beeindruckt war, und die Entwicklung konzentrierte sich auf die Grafik.
Das grafische Konzept des Spiels besteht darin, es zu einem großartigen und präzisen Spiel mit Zellanimationen (Cel-Shading) zu machen. Es ist schwierig, den Anime-Look aus jedem Blickwinkel zu bewahren, aber durch das Hinzufügen kleiner Anime-ähnlicher Details zu Charakteren, Gesichtsausdrücken, Effekten und Nachbearbeitung wird dies erreicht.

## Geschichte
Auf einem Planeten namens Regnus, der weit entfernt im Weltraum liegt, wurde einst die Zivilisation „Buffaria“ von der „Buffaria-Gottheit“ aufgebaut. Diese Zivilisation nutzte die Lichtenergie „Engram“, die den Planeten durchdrang, und ermöglichte technologische und zivilisatorische Fortschritte, die den gesamten Planeten abdeckten, inklusive Raumfahrt und Zeitmanipulation. Dies führte zu einem Zeitalter des unendlichen Glanzes.
Jahrtausende später verließen die Buffaria-Götter den Planeten, und die Ära der Menschheit begann. Die Menschen versuchten, den einstigen Glanz der Buffaria-Zivilisation wiederherzustellen, indem sie die Überreste dieser Hochkultur erforschten. Dabei stießen sie auf die Existenz des „Planetenbestien“, einer Kreatur, die alle Zivilisationen vernichten sollte.
Ein Abenteuer beginnt, um das Schicksal von Regnus zu bestimmen.